# 刘清友
刘清友，西南石油大学教授，主要从事深层、深水及非常规油气等方面的研究工作。入选中华人民共和国教育部2009年度"长江学者"特聘教授，享受中国国务院政府津贴。曾就读于西南石油学院石油矿场机械专业。